# 合伯
合伯（?—?），元朝大臣，译名又作曷伯、哈伯，元世祖时中书平章政事。
至元十年（1273年）九月辛巳，合伯为中书平章政事。至元十五年（1278年）受命和姚枢一起裁汰冗官。元贞元年（1295年）正月，设立北庭都元帅府。中书平章政事合伯为都元帅，江浙行省右丞撒里蛮为副，都佩戴虎符。二月，合伯、撒里蛮、孛来率领探马赤军万人戍北边，受出伯节度。大德元年（1297年）受命率军五千屯守西北。大德十年（1306年）正月二十六，封驸马合伯为昭武郡王。